# 富山県立高岡西高等学校
富山県立高岡西高等学校（とやまけんりつたかおかにしこうとうがっこう、英: Toyama Prefectural Takaoka Nishi High School）は、富山県高岡市横田町三丁目に所在していた公立の高等学校。

## 設置学科
- 普通科
  - 人間福祉コース（体育系、福祉系、音楽系の3系列がある）

## 概要
創立以来、「聡く 豊かに たくましく」の校風を掲げている。

## 沿革
- 1906年（明治39年）12月10日 - 富山県立高岡高等女学校設立を富山県議会で可決[1]。
- 1907年（明治40年）
  - 3月16日 - 文部省告示第七十号を以て高岡市博労町に富山県立高岡高等女学校設置の旨告示[1]。
  - 4月11日 - 高岡市博労町八十番地極楽寺を借り上げ仮校舎とする[1]。
  - 4月30日 - 富山県立高岡高等女学校として開校式を挙行[1]。
  - 5月3日 - 授業開始[1]。
- 1909年（明治42年）4月12日 - 現在地に校舎を新築移転[2]。
- 1910年（明治43年）12月25日 - 寄宿舎が新築落成[2]。
- 1929年（昭和4年）12月31日 - 講堂を改装[3]。
- 1930年（昭和5年）8月31日 - 運動場拡張に伴い寄宿舎を移転[4]。
- 1933年（昭和8年）11月6日 - 当時高岡に訪れていた与謝野晶子が夫の寛（与謝野鉄幹）とともに高岡高女で講演をした[4]。これを縁に校歌を作詞（辻順治作曲）している。この時、多くの短歌を高岡に残し、真新しい、綺麗な高岡大仏を見て鎌倉大仏より一段と美男であると感嘆したという。[要出典]
- 1940年（昭和15年）
  - 2月11日 - 皇紀二六〇〇年記念事業校旗樹立式[5]。
  - 12月7日 - 弓道場完成[5]。
- 1946年（昭和22年）9月11日 - 進駐軍のブーツ大尉が当校を視察[6]。
- 1948年（昭和23年）
  - 4月1日 - 学制改革に伴い富山県立高岡女子高等学校と改称（普通課程の女子単独校）[7]。
  - 9月1日 - 富山県立高岡商業高等学校と統合して富山県立高岡西部高等学校と改称（全日制普通科、商業科および、夜間定時制の第二商業科）[7]。
- 1950年（昭和25年）11月4日 - グラウンド拡張工事完成（隣接土地1,174坪を買収し整地）[8]。
- 1952年（昭和27年）
  - 4月1日 - 全日制普通科の募集停止[8]。
  - 5月1日 - 本館を改築[8]。
- 1953年（昭和28年）3月31日 - 本館第二期工事完了[9]。
- 1954年（昭和29年）2月28日 - 本館第三期工事完了[9]。
- 1956年（昭和31年）
  - 4月1日 - 家庭科の募集を停止し、普通科（女子）を再設置。同時に被服科も設置[9]。
  - 11月15日 - 鉄筋三階建て西館校舎第一期工事竣工[10]。
- 1957年（昭和32年）
  - 4月1日 - 商業科を富山県立高岡商業高等学校へ移管し、富山県立高岡女子高等学校を復活開校（普通科・被服科）[10]。
  - 8月5日 - 西館校舎第二期工事竣工[10]。
- 1958年（昭和33年）
  - 1月1日 - 新校旗樹立、新校歌を制定[10]。
  - 10月1日 - 体育館兼講堂が竣工（富山国体のバドミントン会場となる）[10]。
- 1960年（昭和35年）
  - 9月22日 - 西館校舎第三期工事竣工[11]。
  - 10月7日 - 校舎改築記念式典を挙行[11]。
- 1963年（昭和38年）4月1日 - 被服科を家政科と改称[12]。
- 1964年（昭和39年）4月30日 - 西館校舎第三期工事竣工[12]。
- 1967年（昭和42年）
  - 4月1日 - 衛生看護科新設[13]。
  - 12月20日 - 創立60周年記念事業として生活館（鉄筋2階建て）竣工[14]。
- 1968年（昭和43年）3月26日 - 看護等（実習室）第一期工事竣工。同年10月31日には第2期工事竣工[14]。
- 1969年（昭和44年）8月25日 - 生活館を富山県へ寄付[14]。
- 1971年（昭和46年）4月1日 - 家政科募集停止[15]。
- 1972年（昭和47年）3月31日 - テニスコート竣工[15]。
- 1974年（昭和49年）4月1日 - 商業家庭科を新設[16]。
- 1977年（昭和52年）8月11日 - 鉄筋三階建ての本館校舎竣工[17]。
- 1980年（昭和55年）
  - 4月1日 - 商業家庭科を募集停止し、家政科を新設[18]。
  - 8月25日 - 鉄筋三階建て東館校舎および本館東側校舎竣工[18]。
- 1983年（昭和58年）3月28日 - 富山県の公共施設に対する文化性導入によるゆとりと潤いのある生活環境づくりの一環として、カラーブロックによる前庭舗装工事が完工[19]。
- 1985年（昭和60年）2月12日 - 第2体育館・東館増築竣工[20]。
- 1989年（平成元年）
  - 3月31日 - 高岡ろう学校グラウンド跡地3,780 m2を所属替により取得[21]。
  - 11月7日 - テニスコート竣工（コート4面、トイレ、器具庫、シェルター）[21]。
- 1990年（平成2年）3月30日 - 西館特別教室リフレッシュ（窓枠取り替え、外壁および内壁塗装）完工[22]。
- 1994年（平成6年）
  - 4月1日 - 家政科に福祉コース導入[23]。
  - 4月5日 - 第1体育館竣工[23]。
- 1995年（平成7年）11月9日 - トレーニングルーム竣工[24]。
- 1996年（平成8年）4月1日 - 家政科を募集停止し、普通科に人間福祉コース導入[24]。
- 1997年（平成9年）
  - 4月1日 - 富山県立高岡西高等学校と改称し男女共学となる。同日に校章および校名の披露式を挙行[25]。新校旗・新校歌制定。
  - 4月9日 - 校名改称披露式を挙行[25]。
  - 9月8日 - 特別棟（セミナーハウス、格技場、音楽室）竣工[26]。
- 1998年（平成10年）3月1日 - 中庭竣工。
- 1999年（平成11年）3月2日 - 部室竣工。
- 2000年（平成12年）3月31日 - グラウンド改修完了。
- 2001年（平成13年）4月1日 - 衛生看護科募集停止。
- 2007年（平成19年）
  - 8月31日 - 生徒ホール改修工事完成。
- 2010年（平成22年）8月30日 - 本館・東館耐震補強工事完成。
- 2012年（平成24年）
  - 1月6日 - 西館耐震補強工事完成。
  - 12月25日 - 自転車置場1棟改築。
- 2014年（平成26年）
  - 1月27日 - 看護棟耐震補強工事完成。
  - 1月30日 - 管理教室棟外壁改修工事完成。
  - 11月25日 - 看護棟外壁改修工事完成。
- 2015年（平成27年）12月17日 - 特別教室棟（東館）等耐震補強工事完成。
- 2016年（平成28年）
  - 11月11日 - 第1体育館吊り天井等落下防止対策工事完成。
  - 12月20日 - 東館等外壁改修工事完成。
- 2018年（平成30年）12月10日 - 生徒用トイレ洋式化改修工事完成。
- 2020年（令和2年）4月1日 - 生徒募集停止。
- 2022年（令和4年）3月31日 - 富山県立高岡高等学校との統合に伴い廃校。跡地は高岡市立高岡西部中学校、ならびに校区内の西条・横田・川原の3小学校の統合校となる。

## 部活動
- 運動部 - 野球、サッカー、バレーボール（女）、バスケットボール（男・女）、ソフトテニス（男・女）、バドミントン（女）、ダンス、卓球、弓道、陸上競技
- 文化部 - 合唱、美術、書道、茶道、華道、演劇、情報処理
- 同好会 - 英会話、JRC

## 不祥事
- 2006年10月24日に同市内の高岡南高校において発覚したことで全国に広まった高等学校必履修科目未履修問題においては高岡西高校においても未履修科目が存在し、当時3年生だった学年の158人が1年次に情報Aの十数時間分を理科総合Aとして履修していた。そのため、受験直前である2006年12月25日まで情報Aの補修が行われた[27]。
- 2011年11月3日、県薬事研究所（射水市中太閤山）において放射性物質である酢酸ウラニウムが無届で保管されていることが発覚し、県が他の施設について調べた結果、新たに6つの施設で硝酸ウラニルや酢酸ウラニルなどの入った瓶計12本、金属容器に入った酸化ウラン含有粉末約75グラムなど、合わせて5種類の放射性物質が無届で保管されていることが確認された。高岡西高校においてもその内の1つが見つかった。いずれも国の使用許可が必要で、昭和52年、少量の保管でも国への届け出が必要になったが、申請をしていなかった。県によると、購入したのは昭和40年代までで、使用していなかったという。放射線量は、最大で毎時0.1〜0.2マイクロシーベルトだったという[28]。
- 2018年8月22日、大阪府北部地震を受けて県が県立学校のブロック塀を緊急点検した結果、高岡西高校のテニスコートと住宅の間にあるブロック塀について、強度を高める控え壁の間隔が基準より広く、建築基準法違反の疑いがあることが判明した。

## 著名な卒業生
- 中川瑞貴 - ソフトテニス選手 2016年アジアソフトテニス選手権ダブルス優勝
- 南桂子 - 銅版画家（高岡高等女学校時代）
- 田畑めぐみ - フリーアナウンサー
- 毛利未央 - タレント
- 瀧内公美 - 女優
- 山田靑子 - バドミントン選手
- 高橋沙也加 - バドミントン選手
- 谷口輝子 - 宗教家
- はじめしゃちょー - YouTuber
- 高松美咲 - 漫画家

## 校歌
作詞：米田憲三、作曲：松本淸

## その他
- 各種証明書（卒業証明書、成績証明書、単位修得証明書、調査書等）の発行については事務移管先の富山県立高岡高等学校で行っている[29]。